# 持田千妃来
持田 千妃来（もちだ ちひら、1997年10月12日 - ）は、日本の女優、声優、歌手であり、NICE GIRL プロジェクト!およびキャナァーリ倶楽部の元メンバーである。愛称はちーちゃんで、TNX在籍時は主に愛称を芸名として活動していた。新潟県出身。オッドエンタテイメント所属。

## 略歴
2008年
- 8月、第3回「妹メガネっ娘♀・姉貴分メガネっ娘♀オーディション!!」に合格。
- 10月12日、秋葉原石丸電気soft2にて行われた、第3回「妹メガネっ娘♀・姉貴分メガネっ娘♀オーディション!!」でお披露目
- 12月13日・14日、「08冬 ナイスクリスマス音楽祭」 で初ステージ。NICE GIRL μのみのりんと 「夏のトロピカル娘。 を披露」

2009年
- 6月14日、NICE GIRL プロジェクト! チャレンジライブ〜LOVE LETTER FROM キャナァーリ にて準メンバーとしてキャナァーリ倶楽部に加入
- 8月24日、「ナイスガールプロジェクト! 2009 SUMMER LIVE 〜ナイスガールバケーション〜」
- 12月25日、「ナイスガールプロジェクト!ライブ 〜ナイスクリスマス〜」にてキャナァーリ倶楽部正式メンバーに昇格

2010年
- 1月、つんく♂THEATER 第八弾『スターはつらいよ』で初舞台。

2015年
- 1月8日、6年間在籍したTNXを離れることをブログにて発表。

2016年
- 4月24日、オッドエンタテイメントに所属することをTwitterにて発表。

## 人物
- 家族構成は父、母、兄、妹（チャームキッズ所属の水希あゆか）。2014年の舞台「エデンの空に降りゆく星唄」で姉妹初共演[1]。

## 出演

### テレビ
- 本日も陽当たり良好（2011年1月16日、群馬テレビ）[2]

### 舞台
2010年 - 2012年
- つんく♂THEATER「スターはつらいよ」（2010年1月9日 - 11日、シアターサンモール） - 恩田千恵 役
- ナイスガールプロジェクト!「初恋のカケラ2010」 - 桐野飛鳥 役
  - （2010年9月18日 - 20日、渋谷T's Gallery）
  - （2010年9月23日 - 26日、中野スタジオあくとれ）

- つんく♂THEATER「～めちゃモテ劇場～めちゃモテ委員長VSめちゃモテ反対委員会ですわっ!」（2011年1月6日 - 10日、六行会ホール） - MM学園 合唱部 ちーちゃん 役
- アリスインプロジェクト「ハイスクールミレニアム」（2011年12月13日 - 18日、池袋・シアターKASSAI） - 主演 高世真琴 役
- A☆ct Stage「桃太郎外伝-ライズアップヒーロー!-」（2012年5月22日 - 27日、武蔵野芸能劇場） - 千代 役
- アリスインプロジェクト「ハイスクールミレニアム2012」（2012年8月15日 - 19日、上野・ストアハウス） - 水沢沙希 役

2013年
- A☆ct Stage「応!-吠えろ!叫べ!打ち砕け!すべての軛を引きちぎれ!-」（2013年4月17日 - 21日、築地ブディストホール） - 土屋巡 役
- アリスインプロジェクト「トラブルブックマーカー」（2013年6月19日 - 23日、池袋・シアターKASSAI） - 主演 清水詩織 役
- A☆ct Stage「ASU」（2013年8月11日、南大塚ホール） - 日替わりゲスト ナギーニ 役
- 梶研吾x企画演劇集団ボクラ団義「紅蓮、還る」（2013年10月17日 - 20日、池袋・シアターKASSAI） - 主演 真幌場紅蓮 役
- Act Stage「サムライカウボーイ」（2013年12月19日 - 23日、中野テアトルBONBON） - 洲本ナミ 役

2014年
- A☆ct Stage「桃太郎外伝-竜宮城大決戦-」（2014年3月12日 - 16日、築地ブディストホール） - 千代 役
- アリスインプロジェクト「時空警察ヴェッカー改  ノエルサンドレ」（2014年4月23日 - 27日、下北沢・小劇場B1） -  主演 時空刑事リン 役
- アリスインプロジェクト「エデンの空に降りゆく星唄」（2014年8月13日 - 17日、新馬場・六行会ホール） - 有賀いつき 役

2015年
- アリスインプロジェクト「アリスインデッドリースクール ビヨンド」（2015年8月12日 - 23日、池袋・シアターKASSAI） - 辻井水貴 役

2016年
- アリスインプロジェクト「時空警察クロノゲイザー」（2016年7月6日 - 10日、六行会ホール） - 時空刑事サナ 役
- アリスインプロジェクト「アリスインデッドリースクール パラドックス」（2016年8月11日 - 21日、池袋・シアターKASSAI） - 青池和磨 役
- LIVEDOG「鬼斬- the Powerful Performance -」（2016年11月23日 - 27日、新宿・シアターサンモール） - ヴァルキリー 役
- カプセル兵団「日本の神の物語〜古事記の世界〜」（2016年12月27日 - 30日、八幡山・ワーサルシアター） - 須勢理毘売 役

2017年
- 朝倉薫プロデュース・ガールズハイパーミュージカル「タイラー×2」（2017年2月22日 - 26日、新宿御苑前・シアターサンモール） - テラ組 スバル・モトカワ 役
- 企画演劇集団ボクラ団義「飛ばぬ鳥なら落ちもせぬ〜梟雄と呼ばれた男 右筆と呼ばれた男〜」（2017年4月4日 - 16日、吉祥寺シアター） - 小香花（こかげ） 役
- わんぱく彩「リトルマン・メイト〜愛はソーラン、ニシンから守れ〜」（2017年5月17日 - 21日、新宿村LIVE） - フウ 役
- カプセル兵団「北欧神話の世界〜アスガルドの神々〜」（2017年6月13日 - 18日、八幡山・ワーサルシアター） - ヴァルキュリアのブリンヒュルド 役 ほか
- オッドエンタテインメント「蒼海のティーダ〜Truth〜」（2017年8月9日 - 13日、CBGKシブゲキ!!） - 成松唄 役
- オッドエンタテインメント「まじかるすいーと プリズム・ナナ ザ・スターリーステージ」（2017年9月13日 - 18日、東池袋・サンシャイン劇場） - 雛菊 役
- アリスインプロジェクト「アリスインデッドリースクール・ノクターン」（2017年10月4日 - 9日、新宿村LIVE） - 村崎静香 役
- DMF/ENG「クレプトキング」（2017年11月15日 - 20日、六行会ホール） -  諏訪燕 役
- ASSH「雷ケ丘に雪が降る」（2017年12月20日 - 24日、六本木・俳優座劇場） - 朝雲 役

2018年
- 「音楽劇ヨルハVer1.2」（2018年2月9日 - 13日、北千住・THEATRE1010） - 十六号 役
- 劇団ディアステージ「殺し屋と悪魔」（2018年3月9日 - 11日、R'sアートコート新大久保） - 藤村しおん 役
- ASSH「君よ叫べ、其ノサガノ在ルガ儘ニ」（2018年3月24日 - 4月1日、新宿・サンモールスタジオ） - 和泉 役
- LIVEDOG「ファントム・チューニング外伝〜調霊探偵・四十万六九六の伝承譚〜」（2018年5月9日 - 13日、新宿村LIVE） - 猫又 役
- オッドエンタテインメント「Wake Up,Girls! 青葉の軌跡」（2018年6月6日 - 10日、草月ホール） - 吉川愛 役
- DMF/ENG「メイカ 魔女と幕末の英雄」（2018年8月29日 - 9月2日、新宿・シアターサンモール） - 主演 マルィーオネ 役
- アリスインプロジェクト「クォンタムメモリーズ」（2018年10月3日 - 8日、新宿村LIVE） - ゲンドゥル 役
- オッドエンタテインメント「Stray Sheep Paradise」（2018年12月12日 - 16日、俳優座劇場） - 羊飼い 役

2019年
- オッドエンタテインメント「SECW(School entrance ceremony wars)〜入学式戦争はモノガタリの始まり〜」（2019年4月3日 - 7日、池袋・シアターグリーンBIG TREE THEATER） - 鏡響子 役
- オッドエンタテインメント「個室」（2019年4月13日 - 14日、高島平・バルスタジオ） - 自分/オレ/ボク 役
- オッドエンタテインメント「Stray Sheep Paradise:em」（2019年8月15日 - 18日、池袋・あうるすぽっと） - 羊飼い 役
- 「菅生ゼミ休講のお知らせ」A組（2019年11月1日 - 5日、新宿スターフィールド） - 桃瀬（ももぴっぴ） 役
- 放課後ビアタイム×img「文化祭スクランブル」（2019年12月19日、池袋・シアターグリーンBIG TREE THEATER） - 日替わりゲスト・墓墓墓ー墓墓ー墓墓（ボボボーボボーボボ）役

2020年
- 劇団CATMINT「朧にかすむ月」Cチーム（2020年3月5日 - 9日、新宿シアターモリエール） - 杜若恵 役
- DMF/ENG「ハイドクナイフ」（2020年10月7日 - 11日、六行会ホール） - 火伏火神 役

2021年
- Reading Bitter「Mum」（2021年1月9日 - 10日、鷺ノ宮・jagaimo劇場） - 霞月：フリージア 役、朧月：アセビ 役、幽月：キク 役
- オッドエンタテインメント「ゲキドル the STAGE」（2021年3月3日 - 7日、シアターサンモール） - 各務あいり 役
- 「菅生ゼミ休講のお知らせ-再々演-」C組（2021年4月2日 - 11日、新宿スターフィールド） - 青木 役
- LOGOTyPEプロデュース「クロスフレンズ」（2021年5月27日 - 30日、六行会ホール） - エイジャイ・エルンスト 役
- UDA☆MAP「ガールズトーク☆アパートメント2020」（2021年6月16日 - 21日、池袋・シアターKASSAI） - 能蓮早希 役
- ACTOR'S TRIBE ZIPANG「シーボルト父子伝〜蒼い目のサムライ〜」愛チーム（2021年8月5日 - 9日、築地ブディストホール） - 幼ハイン、幼アレキ、ママ 三役
- カガミ想馬プロデュース「イリクラ〜Iridescent Clouds〜2020-2021」（2021年9月29日 - 10月3日、池袋・シアターグリーンBIG TREE THEATER） - 葉月 役
- gekidanU「おいてきぼりの桜の園」（2021年12月9日 - 12日、南千住・アトリエ5-25-6） - 安西はるこ 役
- WHITE WAY「アキカゼフクカワベ。」A班（2021年12月29日 – 31日、大塚・萬劇場） - 杉本舞美 役

2022年
- WHITE WAY「軋み」A班（2022年2月23日 - 25日、コフレリオ新宿シアター） - 相田ひとみ 役
- 劇団ぱすてるからっと「リリーフ・ライト・ガン」光チーム（2022年4月13日 - 17日、CBGKシブゲキ!!） - ミーナ 役
- アーラェアンゲリー「逢魔が刻に」（2022年4月29日 - 5月8日、ラゾーナ川崎プラザソル） - 加瀬美雪 役
- オッドエンタテインメント『Re:piod』（2022年7月22日 - 24日、浅草花劇場）
  - 「ラスト・ブランク・ダイアリー」（ゲキドルスピンオフ） - 各務あいり 役
  - 「聞こえぬセレナーデ」（Stray Sheep Paradise） - 羊飼い 役

- リジュエ『共創演劇「失創セブンスプレイ」』（2022年9月21日 - 25日、新宿村LIVE） - クリス 役

2023年
- 朗読劇「森の音楽家クラムベリー外伝 魔法少女育成計画 unripe duet」（2023年1月25日 - 29日、草月ホール） - アンサンブル
- K-FARCE『朗読劇「散りて尚、」』Aチーム（2023年3月8日 - 12日、中野・劇場MOMO） - サクラ 役
- 劇団ぱすてるからっと「時計塔のレイラ」鍵チーム（2023年4月26日 - 30日、CBGKシブゲキ!!） - 主演 イチカ 役
- TEAM風雷Bow「白浪リベルリー」（2023年6月28日 - 7月2日、大塚・萬劇場） - ナミ 役
- Project Amythos 朗読公演「空の匣庭～Archives～」（2023年7月27日 - 30日、コフレリオ新宿シアター） - TYPE-A:エリカ / TYPEB:アイビー 役
- あるひ「梅雨のむらさき」（2023年8月16日 - 20日、築地・ブディストホール） - 日向紫陽花 役
- OYUUGIKAIプロデュース『OYUUGIKAI 2023』（2023年10月5日 - 9日、池袋・シアターグリーンBOX in BOX THEATER）
  - 「名前のない一匹の猫」 - ねこ 役
  - 「白雪姫」 - 小人：傲慢 役

- オッドエンタテインメント 朗読劇『魔法少女育成計画』「スノーホワイト育成計画」（2023年10月14日 - 15日、上野・飛行船シアター） - アンサンブル
- ENG「gagap」（2023年11月22日 - 26日、池袋・シアターグリーンBIG TREE THEATER） - 怪人J - 怪獣 役

2024年
- イノセントギアカンパニー「幻の奏」（2024年1月30日 - 2月9日、江戸川橋・絵空箱） - 春名かなで 役
- オッドエンタテインメント 朗読劇『魔法少女育成計画』「double shadow」（2024年3月16日 - 17日、草月ホール） - アンサンブル
- ProjectAmythos「空の匣庭」team CANAAN（2024年4月25日 - 29日、大塚・萬劇場） - ヨフィエル 役
- レプロエンタテインメント×劇団ナンバーエイト 朗読劇「Unknown」Aチーム（2024年5月15日、浅草九劇） - 椿 役
- イノセントギアカンパニー「贋作夜想曲」（2024年6月19日 - 23日、中野・ザ・ポケット） - カノン 役
- ぱすてるからっと「橋の下のショコラティエ」ケーキチーム（2024年9月20日 - 23日、池袋・シアターグリーン BIG TREE THEATER） - 主演 リーチェ 役
- 絵本ノ森「雨が降ったから寄り道をしよう」（2024年11月30日、大塚ドリームシアター） - 穴あき傘 / 少年 役
- Poppin' Shower「星空ハーモニー2024」（2024年12月28日、池袋・シアターグリーンBIG TREE THEATER） - 日替わりゲスト 流星光 役

2025年
- オッドエンタテインメント「魔法少女育成計画 F2P the STAGE～First Chapter～」（2025年2月6日 - 10日、銀座・博品館劇場） - もな子 役
- ENG「九龍の玉漿」（2025年3月19日 - 23日、新馬場・六行会ホール） - 閔玫依（ミン・メイジー） 役
- フェアリーテイルシアター「ブレーメンの音楽隊～ビカムアイドル～」（2025年3月29日 - 30日、参宮橋TRANCE MISSION） - 主演 ルシア 役
- カガミ想馬プロデュース「イリクラ〜Iridescent Clouds〜2025」（2025年8月15日 - 19日、池袋・シアターグリーン BIG TREE THEATER） - グリーン 役

### 映画
- オッドエンタテインメント「クロノゲイザー 時空の結び目[65]」（2017年8月、監督：畑澤和也） - クロノゲイザー リン 役
- アリスインプロジェクト「アリスインデッドリースクール・アジタート[66]」（2017年10月、監督：山岸謙太郎） - 村崎静香 役
- 「世界の始まりはいつも君と」（2022年、監督：磯部鉄平） - 辻井水貴 役

### テレビアニメ
- ネトゲの嫁は女の子じゃないと思った?（2016年） - 生徒達 役
- ゲキドル（2021年） - 各務あいり 役[67]
- NieR:Automata Ver1.1a（2023年 - 2024年） - 十六号 役

### OVA
- アリスインデッドリースクール（2021年） - 百村信子 役[68]

### ゲーム
- 有翼のフロイライン Wing of Darkness（2021年） - エーリカ 役[69]、エンディングテーマ曲の歌も担当[70]

## ディスコグラフィ

### キャラクターソング
| 発売日        | タイトル                         | 歌 | 楽曲                                                  | 備考                                       |
| ------------- | -------------------------------- | --- | ----------------------------------------------------- | ------------------------------------------ |
| 2020年5月19日 | MERMAID LIVE ハイドラ-30楽曲全集 | カーギ（持田千妃来） | 「ワンチャンスナイパー」                              | カルミナ沖スロ関連曲                       |
| 2020年5月19日 | MERMAID LIVE ハイドラ-30楽曲全集 | イハナ（茅原実里）、カナサ（安野希世乃）、イジ（徳井青空）、アビヤ（若井友希）、グテ（Daisy×Daisy）、ノーガ（遠藤瑠香）、ザン（栗生みな）、カーギ（持田千妃来）    | 「約束の詩」                                          | カルミナ沖スロ関連曲                       |
| 2021年3月3日  | ゲキドル SONG COLLECTION         | 守野せりあ（赤尾ひかる）、各務あいり（持田千妃来）、中村繭璃（佐藤亜美菜）、浅葱晃（山本希望）、藤田愛美（髙野麻美）、山本和春（秋吉あや）                         | 「ゲキドル！」 「時の翼 Chrono Geizer」               | テレビアニメ『ゲキドル』オープニングテーマ |
| 2021年3月3日  | ゲキドル SONG COLLECTION         | 守野せりあ（赤尾ひかる）、各務あいり（持田千妃来）、中村繭璃（佐藤亜美菜）、浅葱晃（山本希望）、藤田愛美（髙野麻美）、山本和春（秋吉あや）                         | 「アクトレスガール」 「アリスインデッドリースクール」 | テレビアニメ『ゲキドル』挿入歌             |
| 2021年3月3日  | ゲキドル SONG COLLECTION         | 各務あいり（持田千妃来）、浅葱晃（山本希望）、藤田愛美（髙野麻美）                                                                                                 | 「まなつの銀河に雪のふるほし」                        | テレビアニメ『ゲキドル』挿入歌             |
| 2021年3月3日  | ゲキドル SONG COLLECTION         | 守野せりあ（赤尾ひかる）、各務あいり（持田千妃来） | 「ポーズボタン」 「光よ君へ！」                       | テレビアニメ『ゲキドル』挿入歌             |
| 2021年3月3日  | ゲキドル SONG COLLECTION         | 守野せりあ（赤尾ひかる）、各務あいり（持田千妃来）、中村繭璃（佐藤亜美菜）、浅葱晃（山本希望）、藤田愛美（髙野麻美）、山本和春（秋吉あや）、雛咲いずみ（諏訪彩花） | 「流れ星」                                            | テレビアニメ『ゲキドル』挿入歌             |
| 2021年3月3日  | ゲキドル SONG COLLECTION         | 各務あいり（持田千妃来） | 「キズナ」                                            | テレビアニメ『ゲキドル』エンディングテーマ |